# 松平定知
松平定知（1944年11月17日—），日本電視節目主持人，出生舊滿洲國新京（今中国长春）；畢業於早稻田大學商學院。1969年進入NHK擔任電視節目主持人，曾擔任NHK七點新聞（NHK7點新聞前身）主播與紅白歌唱大賽主持人；2007年11月退休。於青少年與兒童閱讀活動有所貢獻。現為立教大學研究所客座教授。

## 人物
松平家族原來是德川家康同母異父弟弟松平定勝、位於伊予松山藩久松 松平分家的後裔。外交評論家、也是前NHK記者磯村尚德是他的表哥。父親松平定堯是二戰時期，以陸軍上校身份滿州國駐赤塔總領事，因此松平定知在中國的新京（也就是现在的中国吉林省长春市）出生，後來在東京受教育。東京教育大學附屬駒場中學校及高等學校畢業、早稻田商學部畢業。
1969年進入NHK後，經歷過5年在高知放送局的業務經驗，到1974年轉任東京總局服務。松平定知曾于1989年1月7日（昭和天皇驾崩当天）晚间主持昭和时代的最后一期《NHK新闻》（平成时代第一期《NHK新闻》的主播则为1月8日凌晨3时21分主持的村松贤一），此后连续两年（1989年/第40回、1990年/第41回）担任NHK红白歌合战综合主持。2004年達60歲退休標準，2007年11月雇用滿期退休，並繼續以自由工作者身份繼續在NHK工作。
他長期為NHK節目《轉動歷史時刻》（その時歴史が動いた）擔任主持人，現節目已經停播。但仍為NHK偶爾主持電視節目，或拍攝宣傳影片，2011年首次於東京電視台「新春時代劇」（新春ワイド時代劇）演出德川家康。

## 播報及主持節目經歷
- NHK《EVENING NETWORK》（イブニングネットワーク）
- NHK《NHK晚間新聞》（NHKニュース・夜7時）
- NHK《今日新聞&體育》（きょうのスポーツとニュース）
- NHK《NHK MORNING WIDE》（NHKモーニングワイド）
- NHK《NHK十一點新聞》（NHKニュース11）
- NHK《紅白歌唱大賽》（NHK紅白歌合戦）
- NHK《連想遊戲》（連想ゲーム）
- NHK《NHK特集》（NHKスペシャル）
- NHK《轉動歷史時刻》（その時歴史が動いた）

## 關聯條目
- NHK